# Dorpsstraat 17 (Bronneger)
De boerderij aan de Dorpsstraat 17 in het Drentse Bronneger werd in 1927 gebouwd in opdracht van de landbouwer Willem Hoving Dilling(h).

## Beschrijving
De boerderij aan de Dorpsstraat 17 in Bronneger werd door de architect Meijer uit Borger ontworpen in een aan de Amsterdamse school verwante bouwstijl. De boerderij is van het zogenaamde krimpentype, waarbij het achtergedeelte (de stallen en schuren) breder zijn dan het voorhuis. De voorgevel is symmetrisch vormgegeven, met de toegangsdeur in het midden. Ter weerszijden van de deur bevinden zich driekantige erkers met glas in loodramen onder lessenaarsdaken. Boven de deur bevindt zich een balkon met deuren, die eveneens voorzien zijn van glas in loodramen. Voor het balkon is een dichte balustrade met groen/witte betimmering. Dit groen/witte patroon wordt herhaald in de driehoekige top van de gevel. Aan de voorzijde heeft het schilddak twee dakkapellen, aan elke zijde van het balkon een. Oorspronkelijk was het de bedoeling dat de boerderij een rieten dak zou krijgen, maar hiervoor werd geen toestemming van de gemeente verkregen.
De boerderij is erkend als een provinciaal monument onder meer vanwege de cultuurhistorische-, civieltechnische- en stedenbouwkundige waarde. De boerderij is een voorbeeld van de ontwikkeling van het boerenbedrijf in de eerste helft van de 20e eeuw en tevens een goed voorbeeld van de gehanteerde bouwstijl, een verstrakte variant van de Amsterdamse school. De gaafheid van de boerderij, de beeldbepalende ligging in Bronneger en de tamelijk zeldzaamheid van dit type boerderijen speelden mede een rol bij de aanwijzing tot provinciaal monument.